# 黃榮村
黃榮村（1947年3月30日—），中華民國心理學家，彰化縣員林市人，曾任考試院院長、教育部部長、行政院政務委員、中國醫藥大學校長。

## 生平

### 學習過程及台大任教經歷
1965年從彰化員林考入台大歷史系，之後轉系至理學院心理系，取得心理學系學士、碩士及博士學位。獲博士學位後任教台大心理系，曾赴哈佛大學、卡內基美隆大學、洛杉磯加州大學、聖路易大學等處擔任訪問學者及客座教授，歷任台灣大學心理系教授、系主任，與台大第一任師資培育中心主任。任教20餘年時間，協助於1987年解嚴前後成立台大教授聯誼會；1991年5月與10月下旬三次主持全校大會，抗議台大教授因靜坐遭毆打，回顧反中華民國刑法第一百條思想入罪行動，聲援時任台大校長孫震抗議時任行政院院長郝柏村不當批評，並共同聯署在台大校務會議中通過軍警不得進入校園提案。
1993年，黃榮村擔任澄社社長期間，舉辦臺灣大學哲學系事件20周年紀念研討會，間接促成該事件之平反。1995年擔任台大四六事件調查小組召集人，為四六事件平反。凡此，皆係增益台大傳統學風與體現公平正義之具體作為。

### 政府職務相關經歷
黃榮村自1996年起出任行政院國家科學委員會人文及社會科學發展處處長、行政院政務委員、教育部部長等職。
黃榮村在國科會任職期間，規劃並籌辦一系列科技與人文對話論壇，籌辦第一次全國人文社會科學會議。2000年出任行政院政務委員全職負責921震災災後重建工作，2001年7月底以行政院九二一震災災後重建推動委員會執行長身分擔任桃芝風災中部第五作戰區救災指揮官。
2002年轉赴教育部，在教改措施萬箭齊發下接下部長一職，全方位辦理與因應所謂十年教改、九年一貫課程與大學多元入學議題，並呼應社會及學習者需求作大幅調整補強；除此之外，與大學直接相關者，則為規劃推動七所研究型大學與邁向世界一流大學計畫（後來是12所），推動一般大學校務評鑑，規劃設置高等教育評鑑中心基金會。

### 校長生涯
2005年出任中國醫藥大學校長逾八年，任校長期間致力於全方位調整該大學成為一所「強調大學部教育品質之研究型大學」，全校師生除追求學術卓越外，更強調與人才培育息息相關之教學與教育，因此得以獲得多項國際大學評比之肯定（上海交大世界大學排名及英國泰晤士高等教育世界大學排名等）與連續榮獲教育部『獎勵大學教學卓越計畫』全國第一，讓校務發展邁向一個新的境界，並將辦學目標再度調整為「邁向國際一流大學」。除此之外，則以四年時間（2010～2013），不間斷推動「重返史懷哲之路」的學習與實踐之旅，為亞洲首見遠赴西非史懷哲醫院，最具規模且彰顯醫學人文主軸及典範學習之學習與義診團體。2013年並與國際同步，舉辦史懷哲非洲行醫百年紀念活動及募款。
2013年5月2日，民進黨立委陳亭妃於立法院質詢時，抨擊教育部卸任官員黃榮村等人變身私校「門神」、坐領雙薪；同日，黃榮村不甘遭點名受辱，憤而請辭中國醫藥大學校長，以示抗議與負責之意。事件發生後，黃榮村向中國醫藥大學董事會請假一個月。2013年5月4日，黃榮村說，他的大動作抗議是對民進黨遙遠的示警，民進黨需要正直與進步的大學當後盾；如果民進黨沒有看到這一點，會是個災難。2013年5月5日，黃榮村說，他雖對陳亭妃誣指轉任私校「門神」一事表達抗議，但也尊重軍公教退休人員「雙薪」爭議之改革。黃榮村請辭雖引發該中國醫藥大學學生憤慨與慰留活動、以及許多知名的學術界或政界人士紛紛表達慰勉，黃榮村仍於2014年1月底卸任校長。

### 再任公職
自2014年卸任中國醫藥大學校長後，黃榮村擔任該校神經科學與認知科學研究所講座教授及高教評鑑中心基金會董事長職務。在臺大校長遴選事件中，黃榮村指出「能退讓的是政府，不可能叫大學讓」，教育部作為教育行政主管機關，不應干預台大自行遴選校長的程序。他認為辦教育不能分黨分派，並認為處理教育政務需合情、合法、合理，在高等教育領域需強調學術自由和校園自主。
2020年5月底，時任總統蔡英文親自邀請黃榮村擔任考試院院長職務，黃榮村經考慮後接納其邀請，再度出任公職。黃榮村為《考試院組織法》修改後首個上任的考試院行政團隊，新措施包括考試委員減半、院長任期縮減至四年。蔡英文在第二任總統就職典禮上，提出考試院轉型為稱職的國家人力資源部門，培育現代政府所需的治理人才。黃榮村則認為，在上任考試院任期中引起爭論的考監兩院存廢及年金改革信賴保護原則問題，新任考試委員必須面對，尤其是年改之後如何提出進步方案。同時，他認為《考試院組織法》在修改後已有相當進步價值，會在此一基礎上及憲法精神去考量。
2020年7月，考試委員人事案獲得立法院通過，在民主進步黨的支持下，黃榮村得到65票過半數贊成正式通過出任院長，2024年8月31日卸任。

## 書籍著作
著作列表：
- 黃榮村 (1979) 。 文明的代價 。 台北市：大洋出版社。
- 黃榮村 ( 編 ) (1979) 。 心理學家與你 。 台北市：大洋出版社。
- 黃榮村 ( 編 ) (1979) 。 人獸之間 。 台北市：大洋出版社。
- 黃榮村 ( 編 ) (1979) 。 偏差行為面面觀 。 台北市：大洋出版社。
- 黃榮村 ( 編著 ) (1984) 。 心理與行為 。 台北市：科學月刊 / 正中書局。
- 黃榮村 ( 編著 ) (1984) 。 動物行為的奧秘 。 台北市：科學月刊 / 正中書局。
- 黃榮村 ( 編著 ) (1991) 。 心理與行為研究的拓荒者：當代心理學家 。 台北市：正中書局。
- 黃榮村 (1992) 。 聲音環境與噪音防治 。 台北市：教育部叢書。
- Chang, S.W., Huang, J.T., Hue , C.W., & Tzeng, O.J.L. (Eds.) (1994). Advances in the study of Chinese language processing , Vol. 1 . Taipei : National Taiwan University .
- 黃榮村 (2005) 。 當黃昏緩緩落下 。 台北市：印刻出版公司。
- 黃榮村 (2005) 。 在槍聲中且歌且走：教育的格局與遠見 。 台北市：天下遠見出版公司。
- 黃榮村等人 (2006) 。 智富學習 。 台北市：國立中正紀念堂管理處。
- 黃榮村 (2009) 。 臺灣921大地震的集體記憶 。 台北市：印刻出版公司。
- 黃榮村 (2014) 。 大學的教養與反叛 。 台北市：印刻出版公司。

## 外部連結
- 中國醫藥大學黃榮村介紹 （页面存档备份，存于）
- 國立台灣大學心理學系黃榮村介紹
- 不忘30年前承諾 詩人部長黃榮村出詩集 （页面存档备份，存于）
- 如何改變一所大學――辦學與辦教育的實踐場域 （页面存档备份，存于）
- 黃榮村：憤辭校長 對民進黨示警 （页面存档备份，存于）
- 門神風波 黃榮村：雙薪爭議確應改革 （页面存档备份，存于）
- 「部長級」了解高教生態 私校爭聘 （页面存档备份，存于）
- 夏珍專欄：民進黨欠黃榮村一個道歉 （页面存档备份，存于），風傳媒，2020-05-29

| 中華民國政府職務 | 中華民國政府職務                                     | 中華民國政府職務 |
| ---------------- | ---------------------------------------------------- | ---------------- |
| 行政院           |                                                      |                  |
| 前任： 曾志朗    | 教育部部長 第二十一任 2002年2月1日－2004年5月20日    | 繼任： 杜正勝    |
| 考試院           |                                                      |                  |
| 前任： 伍錦霖    | 考試院院長 第十三任 2020年9月1日－2024年9月1日       | 繼任： 周弘憲    |
| 教育職務         |                                                      |                  |
| 中國醫藥大學     |                                                      |                  |
| 前任： 葉純甫    | 中國醫藥大學校長 第十六任 2005年8月1日－2014年2月1日 | 繼任： 李文華    |